# Canzio (nome)
Canzio  è un nome proprio di persona italiano maschile.

## Varianti
- Maschili: Canziano[1][3], Canciano
  - Alterati: Canzianillo[3]
- Femminili: Canzia[3], Canziana[1][3]
  - Alterati: Canzianilla[1][3]

### Varianti in altre lingue
- Asturiano: Cantiu[4]
- Catalano: Canci[4], Cancià[4]
  - Alterati femminili: Cancianil·la[4]
- Friulano: Canziàn[5], Cjançàn[5]
- Latino: Cantius[1][2][3][6], Cantianus[1][2][3]
  - Alterati: Cantianillus[3]
  - Femminili: Cantiana[1]
  - Alterati femminili: Cantianilla[1]
- Polacco: Kancjusz, Kancjan
  - Alterati femminili: Kancjanela
- Portoghese: Câncio
- Sloveno: Kancij, Kancijan
  - Alterati femminili: Kancijanila
- Spagnolo: Cancio[4], Canciano[4]
  - Alterati femminili: Cancianila[4]

## Origine e diffusione
Deriva da Cantius, un nome dall'origine non del tutto certa; viene talvolta ricollegato al latino cantus ("canzone"), ma potrebbe anche essere un adattamento latino di un etnonimo di origine gallica o celtiberica riferito alla città di Cantium (quindi, "abitante di Cantium", "proveniente da Cantium").
Riguardo alla forma Canziano e ai suoi derivati femminili Canziana e Canzianilla, alcune fonti la considerano una semplice variante di Canzio, mentre altre la trattano separatamente, considerandola un patronimico riferito a tale nome (quindi "appartenente a Canzio", "discendente di Canzio").
La forma "Canzio" riflette talvolta il culto verso san Giovanni da Kęty, il cui nome anagrafico era "Giovanni Canzio" o, almeno in Italia, è stata usata anche con ispirazioni patriottiche, in onore del garibaldino Stefano Canzio. Il suo uso nel Bel Paese, comunque, è piuttosto raro.

## Onomastico
L'onomastico si festeggia il 31 maggio in memoria di tre santi fratelli, Canzio, Canziano e Canzianilla, martiri ad Aquileia sotto Diocleziano o Massimiano e patroni di San Canzian d'Isonzo (che da loro prende il nome).

## Persone
- Canzio Pizzoni, presbitero, insegnante e teologo italiano